# Historia Pomorza Zachodniego
Historia Pomorza Zachodniego – na Pomorzu Zachodnim krzyżowały się interesy Polski, Brandenburgii, Państwa Zakonnego, Meklemburgii, Szwecji, Danii i Cesarstwa Niemieckiego.
W IX-X wieku istniały tutaj silne ośrodki osadnicze. Początkowo powstawały osady, które często pozostawały wsiami. Inne leżące w dogodnych miejscach, przekształciły się w grody obronne. Stały się one potem siedzibą władców i zabezpieczały przed najazdami. W miarę wzrostu zaludnienia wokół grodów budowano obwarowane podgrodzia, w których rozwijały się ośrodki rzemieślnicze i handlowe. To właśnie one stały się zalążkiem późniejszych miast pomorskich.
Na początku X wieku Niemcy rozpoczęli najazdy na tereny między Łabą a Odrą. Pomorze Zachodnie stanowiło pierwszą dzielnicę, która w latach 963–972 została przyłączona do państwa Mieszka I. O przynależności do Polski przesądziły dwie zwycięskie bitwy (w 967 oraz w 972 bitwa pod Cedynią), które Mieszko I stoczył z niemieckim feudałami. W roku 1000, za panowania Bolesława I Chrobrego zostało założone biskupstwo w Kołobrzegu.

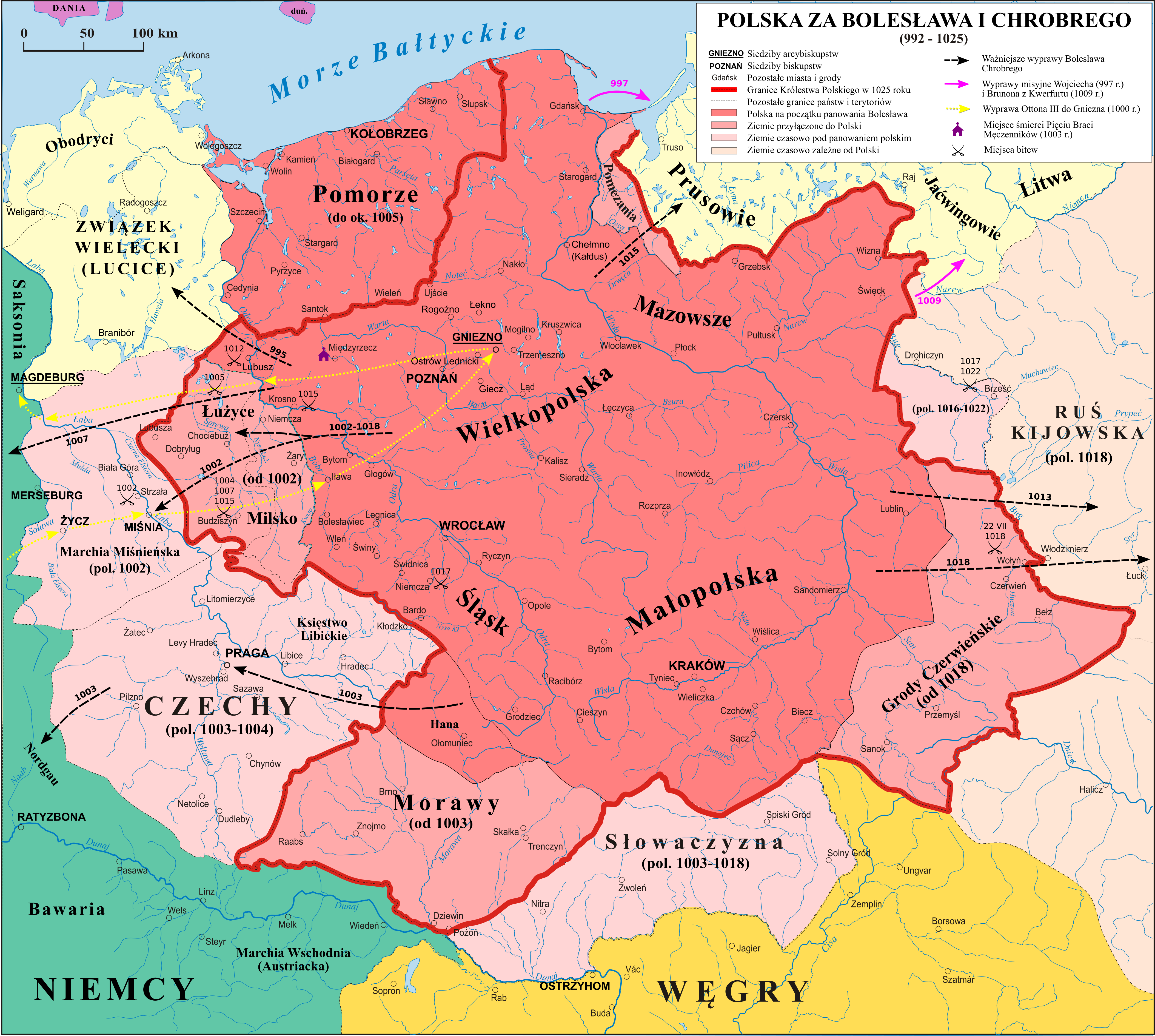
Państwo Bolesława Chrobrego

Pierwszym historycznym władcą był Warcisław, którego panowanie przypada na początek XII wieku. W tym okresie zaczęło tworzyć się samodzielne państwo – księstwo pomorskie. W roku 1121 teren ten zajęty został przez Bolesława Krzywoustego. Władca granice Polski z Niemcami doprowadził do położenia z czasów panowania Bolesława Chrobrego i Mieszka I.
Kilka lat później, w roku 1124 na zaproszenie Bolesława III Krzywoustego na Pomorze Zachodnie z misją chrystianizacyjną wyruszył Otton z Bambergu. Znając mentalność plemienia słowiańskich Pomorzan, nie powtarzał błędu swojego poprzednika Bernarda Hiszpana, który pieszo przybył na misję w ubogich szatach i boso i z tego powodu został wyśmiany, a wkrótce i pobity. Otton przyjechał na misję w asyście duchownych niemieckich i polskiego oddziału zbrojnego dowodzonego przez kasztelana santockiego Pawlika. Pod Stargardem powitał go książę pomorski Warcisław I, obiecując mu wsparcie w jego misji. Następnie biskup Otton skierował się do Pyrzyc, gdzie został dobrze przyjęty przez mieszkańców. Podobna akcja odbyła się też w Kamieniu Pomorskim, grodzie, w którym znajdowała się jedna z siedzib książęcych.
Nie wszędzie orszak Ottona witany był entuzjastycznie. Bramy miejskie Dąbia pozostały zamknięte przed biskupem i jego świtą. Z niechętnym i nieufnym przyjęciem spotkał się Otton także w Wolinie. Biskup próbując kontynuować misję, został pobity i zmuszony do opuszczenia miasta. Jako dobry dyplomata Otto dał sobie radę i w tej sytuacji – wymógł na Wolinianach przyrzeczenie, że przyjmą chrzest, jeśli tylko dadzą się wcześniej ochrzcić mieszkańcy Szczecina, do którego wyruszał właśnie misjonarz.
W Szczecinie zniszczono świątynię Trygława, a posrebrzane głowy ocalałe z posągu trójgłowego boga zostały wysłane do Rzymu. Wkrótce lud szczeciński przyjął chrzest, lękając się represji ze strony Bolesława Krzywoustego. Następnie Otto wyruszył chrystianizować miasta Gartz (Gardziec), Lubin i Wolin, gdzie tym razem już nie napotkał oporu.
Tereny Pomorza Zachodniego pozostawały w znacznej części pogańskie. Brak księży, opór pogańskiej kasty kapłańskiej i dawne wierzenia ludu wciąż powodowały, że chrześcijaństwo na Pomorzu było słabe i powierzchowne. W związku z tym Otto pertraktował z królem Niemiec, który rościł sobie prawo do wszystkich terenów pomorskich położonych na zachód od Odry, aby ten pomógł mu zorganizować drugą wyprawę misyjną na te właśnie tereny.

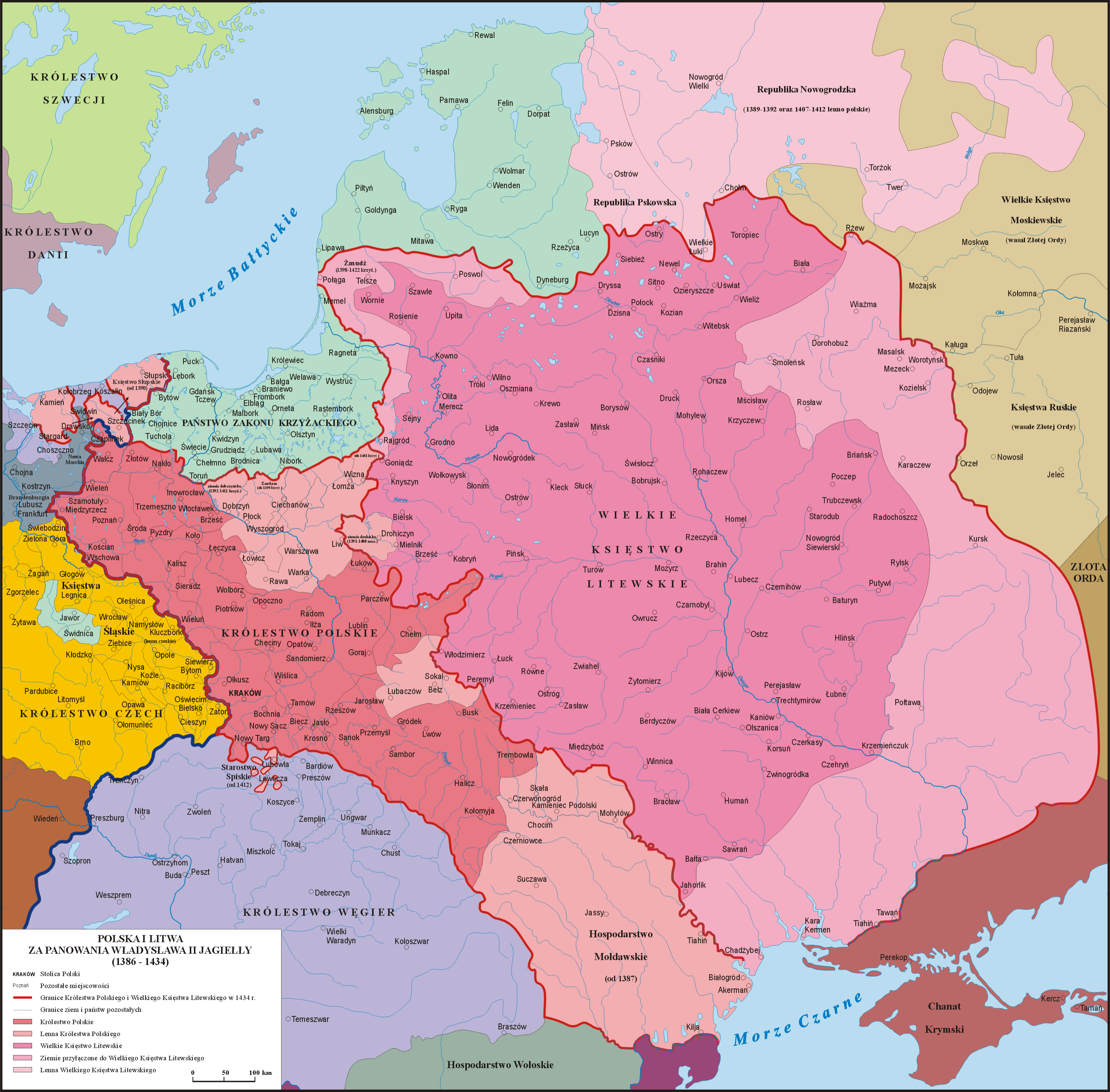
Księstwo słupskie było lennem Korony Królestwa Polskiego w latach 1390–1446 i 1466-1474, mapa przedstawia księstwo w czasie panowania Władysława Jagiełły

Druga wyprawa misyjna Ottona rozpoczęła się wiosną 1128 roku. W Demmin powitał biskupa znów książę pomorski Warcisław I. Następnie został zwołany wiec możnych na Uznamie, gdzie Otton z Bambergu bez sprzeciwów uzyskał zgodę na działalność chrystianizacyjną. Kolejnymi etapami podróży Ottona były Wolgast (Wołogoszcz) i Gützkow (Choćków). W obu tych miejscowościach misjonarz kazał wznieść nowe kościoły. Wkrótce odwiedził również Szczecin, Wolin i Kamień Pomorski. Pośredniczył w zawarciu przymierza pomiędzy księciem Warcisławem i zbuntowanymi przeciw niemu grodami – Szczecinem i Wolinem. Formalne nawrócenie Pomorza Zachodniego w 1. połowie XII w. umożliwiło powołanie siedziby biskupiej w Wolinie i budowę w regionie wielu kościołów.
W wieku XII Pomorze Zachodnie pozostawało pod zwierzchnictwem Polski, a jego ustrój upodabniał się do tych w innych dzielnicach państwa polskiego. W tym czasie zaczęły powstawać drogi handlowe łączące nadmorskie porty z miastami w głębi lądu.
W roku 1181 Pomorze poprzez krucjatę na Obodrytów zostało pozbawione poparcia Polski. Po niszczących najazdach książę Bogusław I w 1185 roku złożył królowi duńskiemu hołd lenny i zobowiązał się do płacenia rocznego trybutu. W 1202 roku bracia Kazimierz II i Bogusław II złożyli hołd lenny Władysławowi Laskonogiemu, księciu wielkopolskiemu i krakowskiemu. W 1216 Bogusław II złożył hołd królowi Danii Waldemarowi II i z jego rąk otrzymał księstwo pomorskie jako lenno. W roku 1269 książę szczeciński Barnim I przyjął zwierzchność lenną Brandenburgii. Tenże hołd lenny złożony margrabiom brandenburskim, spowodował jednocześnie przekazanie na ich rzecz ziemi wkrzańskiej (na zachód od Szczecina). Pomorze Zachodnie przeszło pod opiekę Świętego Cesarstwa Rzymskiego i zaczęło tracić terytoria na zachodzie i południu. Utworzyła się granica między Pomorzem Zachodnim a Wielkopolską. Po tych zmianach szczególnie w czasach rządów księcia Barnima I na ziemiach zachodniopomorskich pojawiło się niemieckie prawo, a wraz z nim proces kolonizacji. Tereny na północ od Warty i Noteci zostały nazwane mianem Nowa Marchia. W roku 1295 Pomorze Zachodnie zostało na około 200 lat podzielone na dzielnice: szczecińską i wołogoską.
Dokumentem wystawionym 8 stycznia 1295 król niemiecki Adolf, hrabia Nassau potwierdził prawa brandenburskie do ziem zachodniopomorskich.
W XIII wieku nastąpiły straty terytorialne. W roku 1229 Meklemburczycy zagarnęli obszary położone na zachód od rzeki Piany (okręgi Gnojno, Malchin, z miastami Güstrow, Teterow i Malchin), a rok później w roku 1230 na rzecz Brandenburgii została utracona ziemia teltowska i ziemia barnimska, których władcy byli lennikami książąt pomorskich. Wobec dalszego zagrożenia ze strony Meklemburgii, Warcisław III szukał poparcia u Brandenburczyków. Układem z Kremmen (1236 rok) złożył hołd lenny margrabiom oraz odstąpił im ziemię stargardzką (z głównym miastem Burg Stargard) i bezrzecką (czyli okolice Neubrandenburga). W czwartym dziesięcioleciu XIII wieku Pomorzanom udało się odebrać władcom piastowskim kasztelanię cedyńską oraz okręgi Chojny i Myśliborza. Wobec braku potomstwa przez Warcisława III powstała obawa, że dzielnica dymińska może wpaść w ręce Askańczyków. Wobec tego Barnim I chciał sobie zapewnić dziedzictwo po kuzynie przy poparciu Brandenburgii. W roku 1250 zawarto układ w Hohen Landin, na mocy którego obaj książęta uznawali zwierzchnictwo lenne Brandenburgii, jednak z prawem dziedziczenia swych ziem. Ponadto Księstwo szczecińskie musiało odstąpić ziemię wkrzańską (z miastami Prenzlau, Lychen, Templin, Gramzow i Zehdenick). W roku 1260 utracono na rzecz Brandenburgii kasztelanię cedyńską (z miastami: Cedynia, Chojna, Myślibórz oraz Kostrzyn nad Odrą). W roku 1276 biskup kamieński Hermann von Gleichen pozbył się na rzecz Brandenburczyków ziemi lipiańskiej, a w roku 1280 ziemi świdwińskiej z miastami Świdwin i Drawsko Pomorskie.

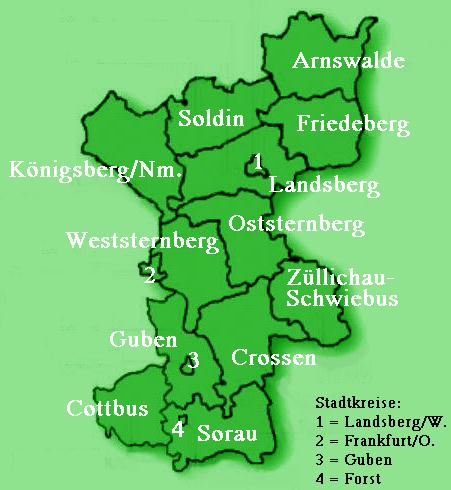
Podział terytorialny Nowej Marchii w 1818

Od końca XIII wieku o terytorium zaczęli się starać najpierw Władysław Łokietek, a następnie Kazimierz Wielki pod pretekstem jednoczenia Polski. W 1325 roku doszło do zawarcia sojuszu polsko-pomorskiego przewidującego rozbiór Nowej Marchii wzdłuż rzeki Drawy, w związku z czym wojska polskie zaatakowały Nową Marchię wiosną 1326 roku. Konflikt trwający od 1323 zakończono układem frankfurckim z 14 sierpnia 1338. Gryfici szczecińscy, tj. Otto I i syn jego Barnim III, uregulowali stosunki z Brandenburgią. Układ zwalniał ich z zależności lennej, zapewniał jednak margrabiom brandenburskim sukcesję na wypadek wymarcia książąt szczecińskich. Ograniczenie inwestytury książąt pomorskich upadło w 1348, po pozbawionym dodatkowych warunków nadaniu uzyskanym od nowego króla rzymskiego Karola IV. Na początku drugiej połowy XIV w., po wystąpieniu w Marchii Pseudo-Waldemara, książę Barnim III przesunął granicę wkrzańską daleko na południe, poza Angermünde, na wysokość Cedyni. Jednak po zainstalowaniu w Marchii Fryderyka Hohenzollerna (1411, 1415), w toku kilku z nim wojen, księstwo utraciło te nabytki. Granica ustabilizowała się znów na linii Olszy – Rędowy.
W roku 1390 książę Warcisław VII poddał Pomorze zwierzchnictwu lennemu Koronie Królestwa Polskiego. W okresie swojego panowania zaczął toczyć walkę z zakonem krzyżackim. Z jego polecenia w roku 1388 aresztowany i wzięty do niewoli został książę nadreński Wilhelm z Geldrii.
Gdy w XIV wieku król polski nadał szerokie przywileje handlowe kupcom miast Pomorza Zachodniego, to książęta pomorscy uczynili podobny krok i udzielili podobnych uprawnień kupcom polskim.
W roku 1410 po bitwie pod Grunwaldem ziemia szczecińska z nową siłą została atakowana przez Marchię Brandenburską. Toczone były głównie walki o ziemię wkrzańską. Po bitwie pod Angermünde w 1420 roku poległy wojska pomorskie, jednak dzięki ich ofiarności zatrzymany został marsz nieprzyjaciela na wschód.

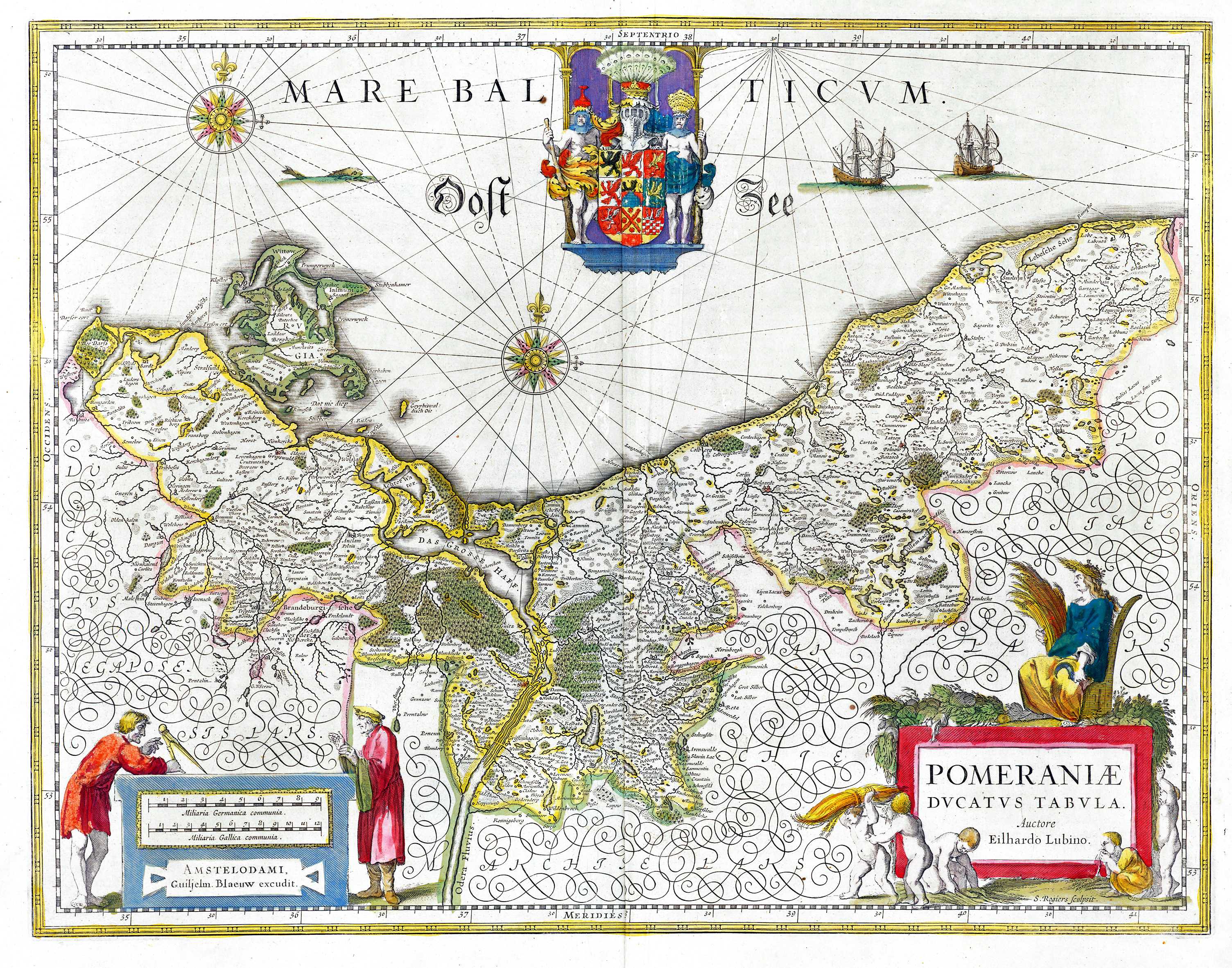
Mapa Pomorza Zachodniego z XVII wieku

W wieku XIV na tron wstąpił książę pomorski z dynastii Gryfitów Eryk Pomorski. Władał on jednocześnie Norwegią, Szwecją i Danią oraz księstwem słupskim.
W roku 1464 między Brandenburgią a księstwem wołogoskim zaczęły toczyć się walki o ziemię szczecińską. Zgon ostatniego szczecińskiego Gryfity, Ottona III, w 1464 r. uaktywniał układ o podziale księstwa z 1295 r. Według niego dzielnice szczecińską przejąć mieli pozostali Gryfici. Elektor brandenburski Fryderyk II Żelazny miał inny pogląd na ten temat i według niego margrabiowie mieli przejąć księstwo w razie wymarcia Gryfitów–szczecinian.
Z tego powodu odbyły się dwie wojny między Pomorzem a Brandenburgią: 1464–1472 (I wojna o sukcesję szczecińską) i 1478–1479 (II wojna o sukcesję szczecińską). Po sukcesach pomorskich w pierwszej fazie wojny, elektor brandenburski Albrecht III Achilles przejął inicjatywę i ze swoją dwunastotysięczną armią zdobył Banie, oblegał Pyrzyce, spustoszył okolice Stargardu i dobra klasztoru w Kołbaczu, spalił Pełczyce, następnie zdobył zamek w Wapnicy i w Szadzku. Wojna zakończyła się 26 czerwca 1479 r. niekorzystnym dla Bogusława X pokojem przęsławskim (Pokój w Prenzlau).
W 1478 odnowiła się wojna pomorsko-brandenburska, którą wznowił niepogodzony z pokojem przęsławskim Warcisław X, umocniony sojuszem z królem węgierskim Maciejem Korwinem. Po przegranej kampanii wojennej przez Pomorzan, do zawarcia rozejmu doprowadził poseł polski Jan Sapieński (z Sepna), wojski poznański. W jego wyniku pokonany Bogusław X zawarł 26 VI 1479 upokarzający drugi pokój przęsławski, jednak po śmierci Albrechta Achillesa w 1486 Bogusław nie odnowił już hołdu jego następcy, a dalsze rokowania z udziałem króla polskiego, przyniosły Traktat Pyrzycki z 1493 r. i rezygnację Hohenzollernów ze zwierzchnictwa lennego, przy zagwarantowaniu im sukcesji na wypadek wymarcia Gryfitów. Do Pomorza powróciły zamki wkrzańskie i lenna rycerskie między Rędową i Odrą oraz między Tywą i Odrą. W 1529 roku zawarto Traktat w Grzmiącej, potwierdzający prawa sukcesyjne dla elektorów brandeburskich. Zawarty układ stanowił fundament do roszczeń brandenburskich po 1637 roku, kiedy zmarł ostatni książę z dynastii Gryfitów – Bogusław XIV.
W czasie Wojny trzydziestoletniej w 1636 roku siły austriackie i saskie wkroczyły na Pomorze i do Meklemburgii, jednak po początkowych sukcesach zostały pokonane przez Szwedów pod dowództwem Johana Banéra w bitwie pod Wittstock.
Po zawarciu traktatu westfalskiego w 1648 roku Pomorze Zachodnie zostało podzielone. Król szwedzki otrzymał Pomorze Przednie (Vorpommern) i wyspę Rugię, a margrabia-elektor Brandenburgii otrzymuje Pomorze Tylne i biskupstwo kamieńskie (Kamień Pomorski).

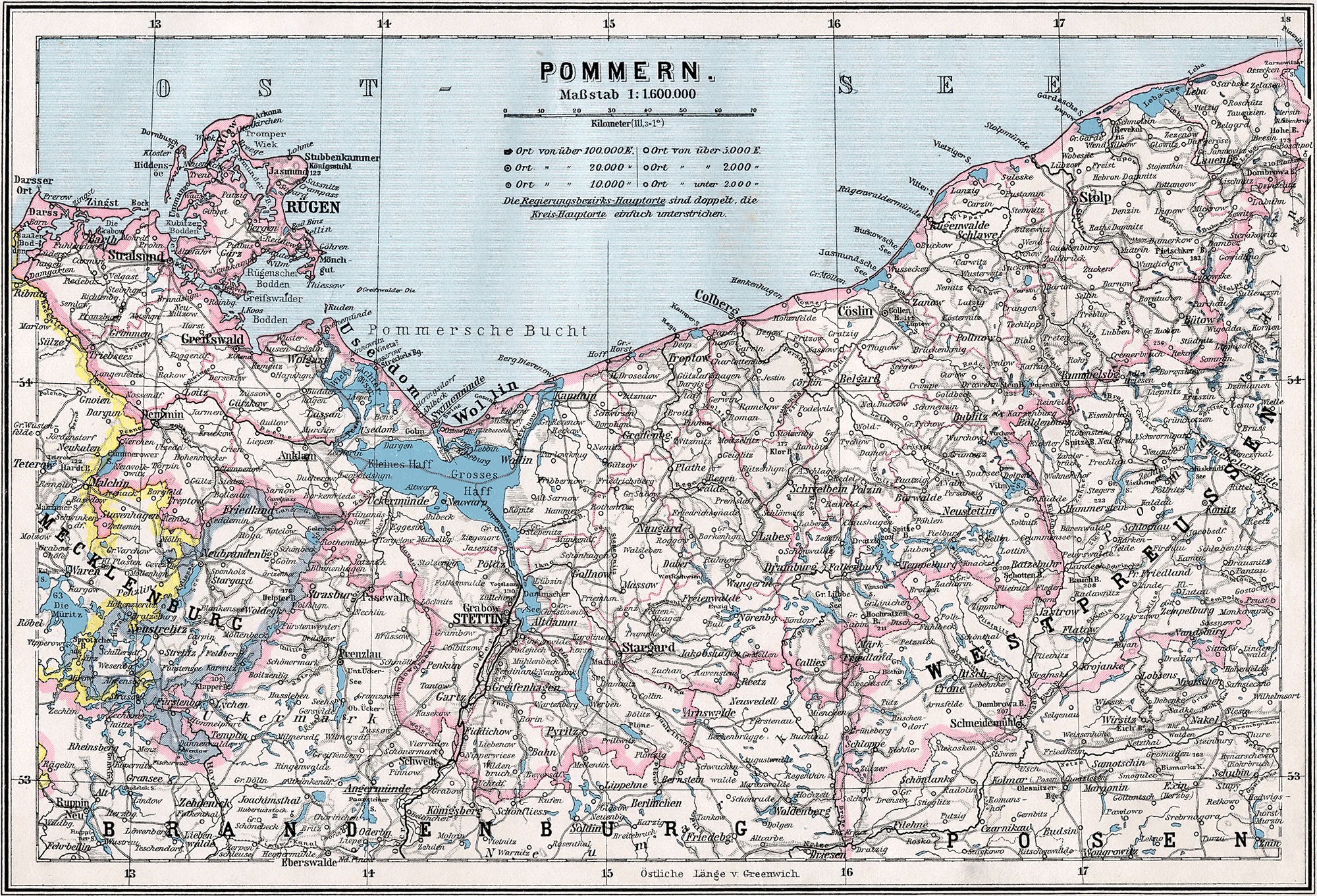
Prowincja Pomorze w 1905

Po I rozbiorze Polski w 1772 roku nastąpił rozkwit gospodarczy terytorium. W tym okresie zaczęto m.in. budowę portu w Świnoujściu. Na początku XIX wieku zaczął rozwijać się przemysł stoczniowy, cementowy, chemiczny i rolno-spożywczy. Dzięki likwidacji ceł sundzkich łatwiejszy stał się handel przez cieśniny duńskie.
Po I wojnie światowej Pomorze Zachodnie znalazło się w granicach Rzeszy Niemieckiej. Po zakończeniu II wojny światowej wschodnią część Pomorza Zachodniego przyznano Polsce; ludność niemiecką przesiedlono do Niemiec, na teren ten przybyli m.in. Kresowianie. Zachodnia część Pomorza Zachodniego (Pomorze Przednie) znalazła się w granicach radzieckiej strefy okupacyjnej, a następnie w NRD. Obecnie niemiecka część wraz z Meklemburgią stanowi kraj związkowy Meklemburgia-Pomorze Przednie, w Polsce województwo zachodniopomorskie.